# Pandora (cantante)
Pandora, pseudonimo di Anneli Magnusson (Västerås, 20 giugno 1970), è una cantante svedese.

## Biografia
Ha iniziato a cantante esibendosi in locali, eseguendo principalmente cover acustiche di canzoni rock. Ha studiato al college musicale Carlforsska nella sua città natale, dove ha conosciuto il produttori Henrik Andersson, Martin Ankelius e Peka P., conosciuti come Hit Vision, i quali l'hanno convinta a trasferirsi a Stoccolma e a firmare un contratto discografico con la Virgin Records.
Nell'autunno del 1993 è uscito il suo singolo di debutto Trust Me, che ha raggiunto la top ten delle classifiche in Svezia e Norvegia, anticipando l'album di debutto One of a Kind. In Finlandia l'album ha venduto più di 20 000 copie, che gli hanno fruttato un disco d'oro. L'album successivo, Tell the World (1995), ha goduto di successo ancora maggiore: disco di platino in Finlandia con oltre 64 000 vendite, nonché un notevole successo in Giappone, dove in poco più di un anno ha venduto 455 000 dischi.
Nel corso della seconda metà degli anni '90 la cantante ha continuato a pubblicare musica sotto la Universal Music, ottenendo successo sia in Scandinavia che in Asia. Il suo brano Spirit to Win è stato scelto come colonna sonora ufficiale dei XVIII Giochi olimpici invernali a Nagano. Gli anni 2000 hanno invece visto Pandora impegnarsi in progetti di musica house in collaborazione con vari DJ.
Dopo svariati anni lontana dai riflettori, nel 2021 la cantante è tornata con I Love You, in collaborazione con i Teflon Brothers, con cui ha partecipato a Uuden Musiikin Kilpailu, il programma di selezione del rappresentante finlandese all'Eurovision Song Contest, classificandosi seconda. Il brano ha raggiunto la 2ª posizione della Suomen virallinen lista, la posizione più alta della carriera di Pandora nella classifica finlandese.

## Discografia

### Album in studio
- 1993 – One of a Kind
- 1995 – Tell the World
- 1996 – Changes
- 1997 – This Could Be Heaven
- 1999 – Breathe
- 1999 – No Regrets
- 2001 – A Little Closer
- 2002 – Won't Look Back
- 2003 – 9 Lives
- 2011 – Head Up High

### Raccolte
- 1997 – Best of Pandora
- 1998 – Pandora's Hit Box
- 1999 – Blue
- 1999 – Non-Stop
- 2005 – Greatest Hits & Remixes
- 2007 – Celebration (con gli United DJs)

### Singoli
- 1993 – Trust Me
- 1993 – Come On and Do It
- 1994 – One of a Kind
- 1994 – Something's Gone
- 1994 – Tell the World
- 1995 – Don't You Know
- 1995 – The Naked Sun
- 1995 – One of Us
- 1996 – A Little Bit
- 1997 – Smile 'n' Shine
- 1997 – The Sands of Time
- 1997 – Single Life
- 1997 – Show Me What You Got
- 1998 – Spirit to Win
- 1998 – Bright Eyes
- 1998 – This Could Be Heaven
- 1998 – You Drive Me Crazy
- 1998 – Mr. Right
- 1999 – You'll Be Alright
- 1999 – You Don't Want to Know
- 1999 – I Won't Look Back/No Regrets
- 2001 – I Need to Know/Every Second Beat
- 2001 – Don't Worry
- 2002 – When I'm Over You
- 2003 – You
- 2004 – Runaway
- 2004 – I'm Confused
- 2006 – Trust Me (con gli United DJs)
- 2007 – Don't You Know (con gli United DJs)
- 2007 – Tell the World (con gli United DJs)
- 2007 – On a Night Like This (con gli United DJs)
- 2009 – Kitchy Kitchy (feat. Bloom 06)
- 2010 – You Believed (feat. Matt Hewie)
- 2011 – You Woke My Heart (feat. JS16)
- 2011 – Why (feat. Stacy)
- 2012 – Kom igen!
- 2013 – I Feel Alive
- 2021 – I Love You (con i Teflon Brothers)

#### Come artista ospite
- 2008 – Call Me (DeeJay feat. Pandora)